# سیارک ۱۶۹۵۲
سیارک ۱۶۹۵۲ (به انگلیسی: 16952 Peteschultz، نامگذاری:1998KX3) شانزده هزار و نهصد و پنجاه و دومین سیارک کشف شده‌است که در ۲۲ مه ۱۹۹۸ کشف شد.
قدر مطلق سیارک برابر ۲۵٫۷ است.